# انتروپپتیداز
انتروپپتیداز (انگلیسی: Enteropeptidase) که گاهی انتروکیناز (Enterokinase) نیز نامیده می‌شود آنزیمی است که توسط سلول‌های دوازدهه ساخته می‌شود و در گوارش غذا در انسان و سایر جانوران نقش دارد. انتروپپتیداز تریپسینوژن (یک زیموژن) را به تریپسین فعال تبدیل می‌کند و در نتیجه آنزیم‌های گوارشی پانکراس فعال می‌شود. عدم وجود انتروپپتیداز باعث اختلال در هضم روده می‌شود.
انتروپپتیداز یک پروتئاز سرینی (EC 3.4.21.9) است که شامل یک زنجیره سنگین متصل به دی‌سولفید ۸۲-۱۴۰ کیلو دالتونی است که انتروکیناز را در غشای مرزی پرز روده و یک زنجیره سبک ۳۵-۶۲ کیلو دالتونی که شامل زیر واحد کاتالیزوری است، متصل می‌کند. انتروپپتیداز بخشی از گروه کیموتریپسین پروتئازهای سرین است و از نظر ساختاری شبیه به این پروتئین‌ها است.